# 柴一平
柴 一平（しば いっぺい、1981年 - ) は日本のダンサー、俳優、振付家、インストラクター。
奈良県出身。

## プロフィール
18歳よりダンスを始め、ストリート・ジャズ・バレエ・コンテンポラリーなど様々なダンスを学ぶ。
現在、ダンサー・俳優・振付家・インストラクターとして活動している。
2014年より平原慎太郎主宰OrganWorksのメンバーとしても活動。
2016年から2019年には北村明子CrossTransitProjectのプロジェクトメンバーとして、北米ツアー、カンボジア公演などに参加。
その他、上島雪夫、島﨑徹、辻本知彦、広崎うらん等の作品に参加。

## 主な出演作品

### 舞台公演
- ローラン・プティ『ピンクフロイドバレエ』 （2004年）
- 東宝ミュージカル『エリザベート』トートダンサー（2006年 - 2012年）
- ジョン・ケアード演出『夏の夜の夢』[11]（2007年）
- 蜷川幸雄演出『さらば、わが愛 覇王別姫』（2008年）
- 蓬莱竜太脚本・鈴木裕美演出『ノミコムオンナ』（2011年）
- 小林顕作演出『パタリロ！』[12]（2016年・2018年）
- カルメン・ワーナー『Time of Conversation』（2017年）
- 長田育恵脚本・扇田拓也演出『エリサと白鳥の王子たち』[13]（2018年・2022年）
- OrganWorks×塩田千春『くちないし』[14]@森美術館 塩田千春『魂がふるえる』展示内
- 長塚圭史演出『常陸坊海尊』[15]（2019年）
- 長塚圭史演出『イヌビト〜犬人〜』[16]（2020年）
- 脚本/G2 演出/鈴木裕美 音楽/清塚信也『Goya』[17]（2021年）
- Sound Horizon 7.5th or 8.5th Story Concert『絵馬に願ひを！』〜大神再臨祭〜[18]（2023年）
- ミュージカル『アンドレ・デジール 最後の作品』 ボードリエ役 他（2023年）[19]
- ミュージカル『刀剣乱舞』千子村正 蜻蛉切 双騎出陣 〜万の華うつす鏡〜 糸役[20][21]（2023年）
- ATTACK on TITAN 10th ANNIVERSARY ATTACK FES. LinkedHorizon ダンサー出演（2024年）
- インバル・ピント/ダビッド・マンブッフ 演出 舞台『未来少年コナン』[22][23]（2024年）
- リーディングミュージカル『アンドレ・デジール 最後の作品』 ボードリエ役 他[24]（2024年）
- ほろびて『ドブヘ INTO THE DITCH』（2025年）[25]
- シッダールタ（2025年 - 2026年〈予定〉）[26]

### ライブ・コンサート
- アンジェラ・アキ 武道館コンサート2011（2011年）
- n/　LIVE 2012 "stillness and motion"（2012年）
- 上北健/Ken Kamikita『Generate Coremia Act:01』『 Generate Coremia Act:02』（2019年）
- ADAM at 『Daylight Release Tour 2021-2022』（2021年）

## 主な振付作品
- ホリプロミュージカル『アリスインワンダーランド』[27]（2012年・2014年）
- 森田剛主演『夜中に犬に起こった奇妙な事件』[28]出演・振付（2014年）
- 丸山隆平主演『マクベス』出演・振付（2016年）
- 吉田鋼太郎主演『シラノ・ド・ベルジュラック』出演・振付[29]（2018年）
- TAEMIN Japan 1st TOUR 〜SIRIUS〜 振付参加 （2018年）
- ミュージカル『GLORY DAYS』[30]（2021年）
- 三宅健主演『陰陽師〜生成り姫〜』[31]出演・振付（2022年）
- 脚本/高橋亜子 音楽/清塚信也 演出/鈴木裕美 ミュージカル『アンドレ・デジール 最後の作品』[32][33]出演・振付（2023年）